# Ana María Martínez de Nisser
Ana María Martínez de Nisser, née le 6 décembre 1812 à Sonsón et morte le 18 décembre 1872 à Medellín, est une héroïne et écrivain colombienne.
Elle combat notamment le 4 mai 1841 à Salamina lors de la Guerre des Suprêmes. Elle est connue pour le journal qu'elle  a tiré de son expérience,  Diario de los Sucesos de la revolución en la provincia de Antioquia en los años de 1840-1841 (Journal des succès de la révolution dans la province d'Antioquia, publié à Bogotá, chez l'éditeur Benito Gaitán en 1843).